# Modi (mythologie)
Modi is in de Noordse mythologie een reus. Hij is de zoon van Thor en Jarnsaxa. Samen met zijn broer Magni moet hij de nieuwe wereld bewonen, wanneer Ragnarok afgelopen is. Waarschijnlijk zullen zij dan de functies van beschermers van de wereld hebben. Magni en Modi zullen samen Thors hamer erven (Mjöllnir). 